# Christos Papakyriakopoulos
Christos Papakyriakopoulos, en griego Χρήστος Παπακυριακόπουλος (nacido el 29 de junio de 1914, y fallecido el 29 de junio de 1976) fue uno de los más importantes matemáticos griegos. Su especialidad era la topología geométrica. Trabajó aisladamente hasta el año 1948, cuando fue invitado al departamento de matemáticas de la Universidad de Princeton por otro matemático llamado Ralph Fox. Christos Papakyriakopoulos ganó varios premios por sus descubrimientos matemáticos en el siglo XX. También fue uno de los mejores profesores de matemáticas del siglo XX. Exiliado en los Estados Unidos por su posición política frente al gobierno griego post Segunda Guerra Mundial, hizo de la Universidad de Princeton, donde se desempeñó académicamente, su segundo hogar.
- En la topología de 3-variedades hay un resultado llamado el Lema de Dehn, intuido por Max Dehn en los años 1930, pero solo demostrado a finales de los años 1950 por C. Papakyriakopoulos.
- A él se debe también los teoremas del lazo y de la esfera